# Randy Blythe
Randy Blythe (* 21. února 1971) je americký zpěvák. V roce 1995 se stal členem skupiny Burn the Priest, která se později přejmenovala na Lamb of God.
V červnu 2012 byl zatčen českou policií kvůli zranění a následnému úmrtí fanouška při koncertě v roce 2010. Zůstal pět týdnů ve vazbě a následně byl propuštěn na kauci 8 milionů Kč.
V březnu 2013 byl Pražským městským soudem zproštěn obžaloby s tím, že vinu na neštěstí nese především pořadatel a klub Abaton, kteří nezajistili dohodnutá bezpečnostní opatření.
V červenci 2015 vydal autobiografickou knihu popisující jeho zatčení a soud – Dark Days: A Memoir.